# Gerhard Knogler

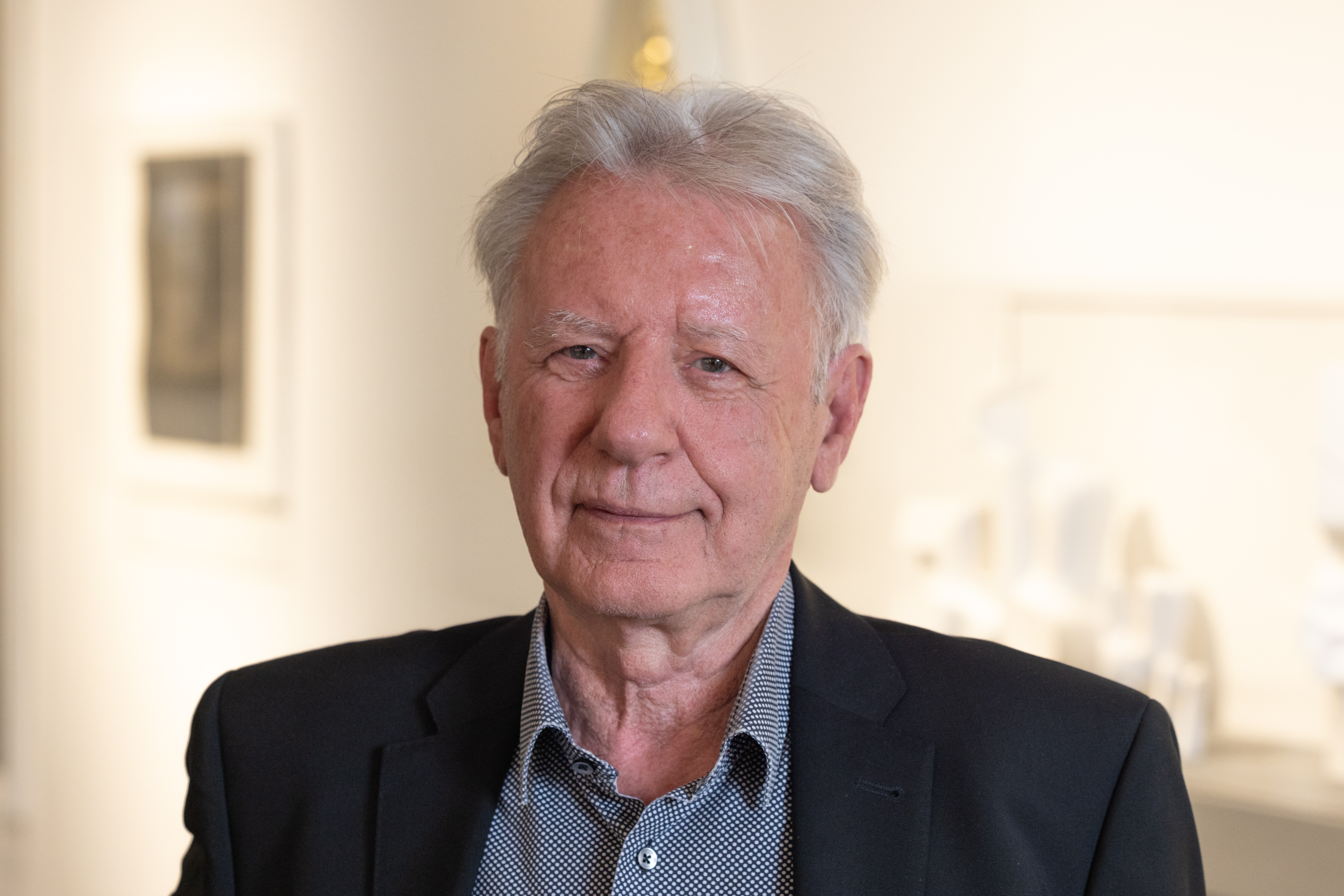
Gerhard Knogler (2023)

Gerhard Knogler (* 1943 in Ort im Innkreis) ist ein österreichischer Bildhauer und Hochschullehrer.

## Leben und Wirken
Knogler studierte von 1961 bis 1968 an der Kunstschule der Stadt Linz bei Alfons Ortner und Helmuth Gsöllpointner. Von 1975 bis 2005 übte er dort eine Lehrtätigkeit aus. Seit 2000 war er außerordentlicher Professor in der Meisterklasse Metall. Er lebt und arbeitet in Linz und ist seit 1971 Mitglied der Künstlervereinigung MAERZ.

## Werke

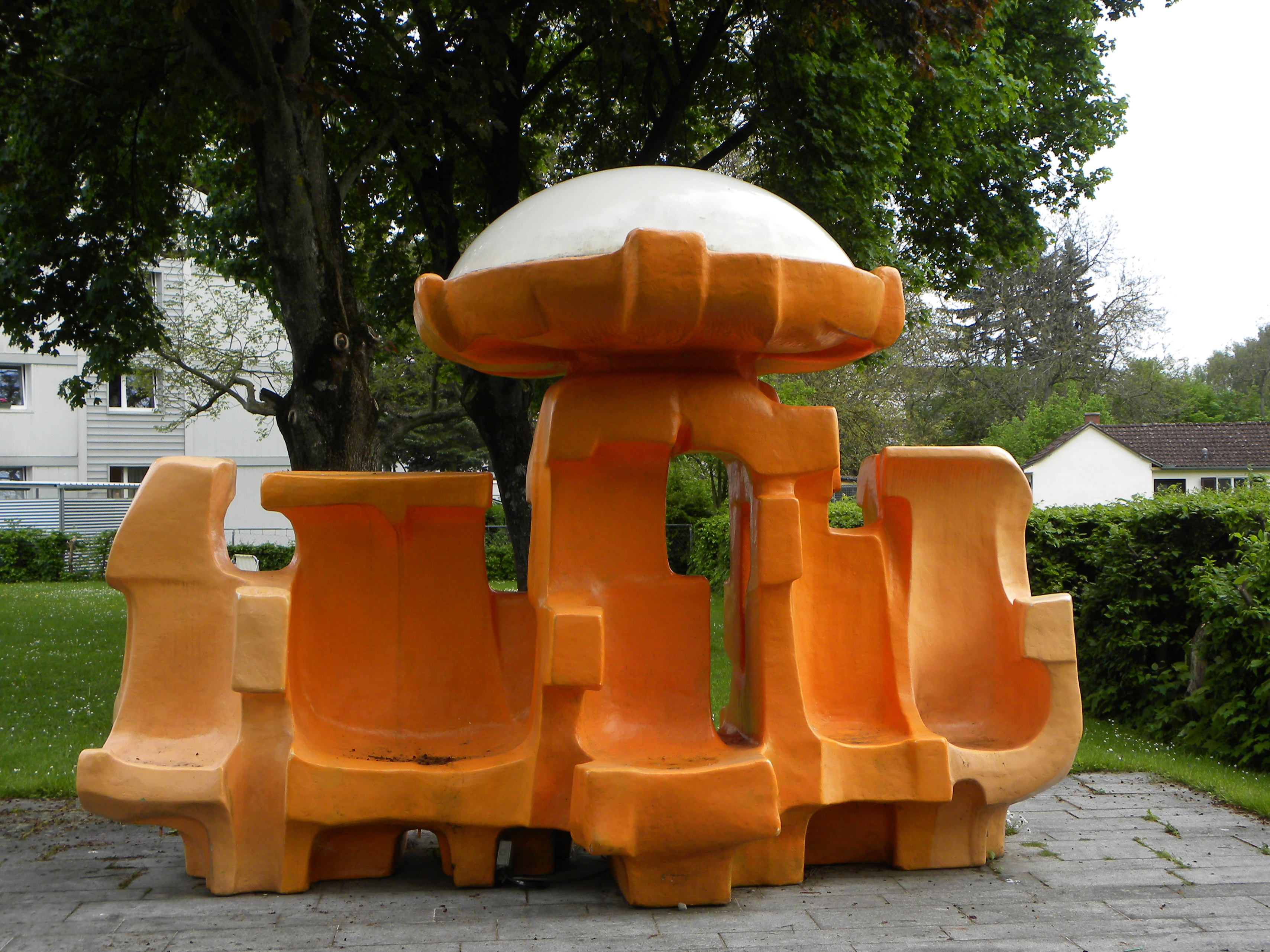
Gerhard Knogler – Ruhezone, Linz

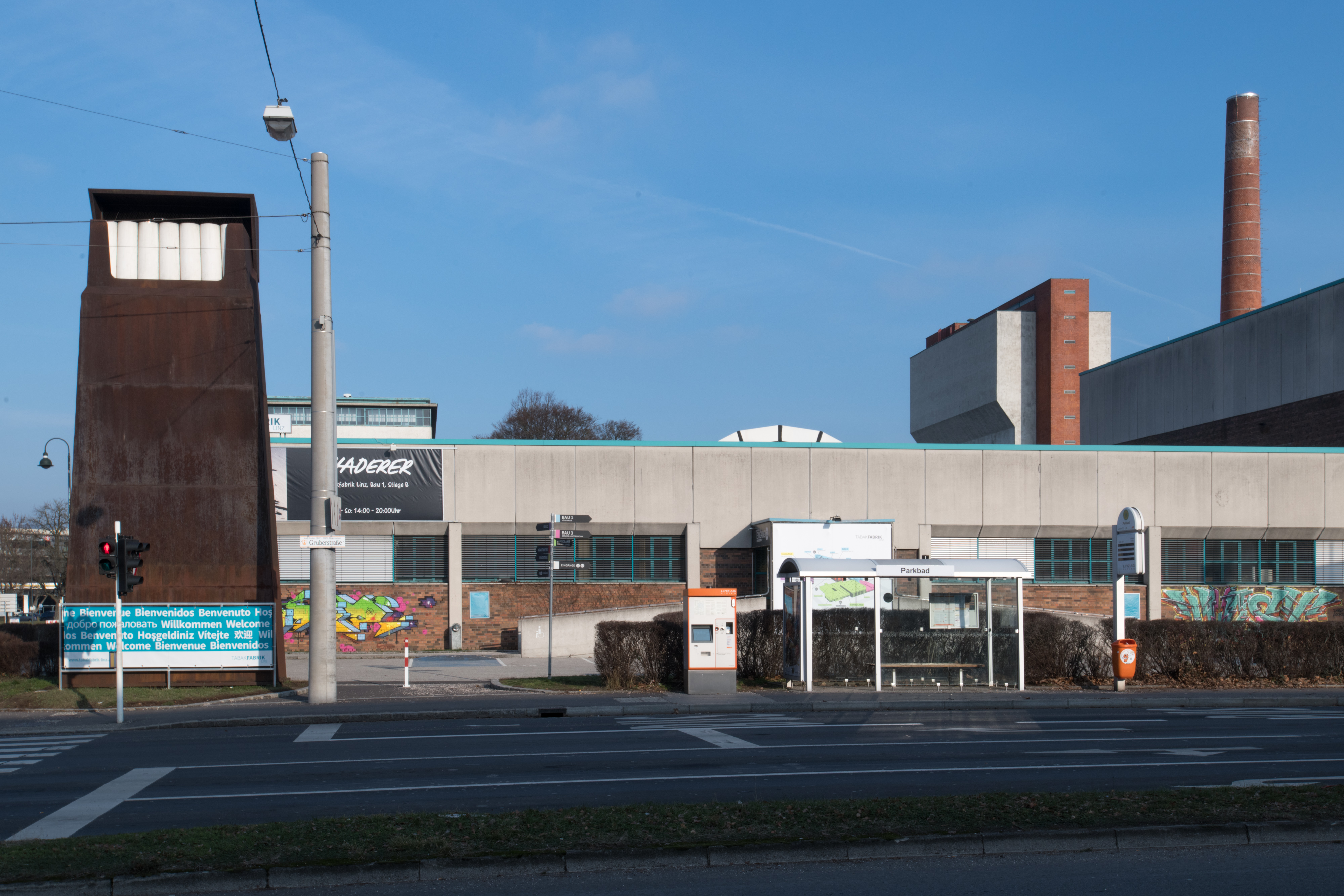
Gerhard Knogler/Karl-Heinz Klopf – Zigarettenschachtel vor der Tabakfabrik Linz

Knogler bewegt sich mit seinen Zeichnungen, seinen Objekten und Arbeiten im Grenzbereich zwischen Bildender Kunst und Literatur. Seine Werke sind reduziert. Er kombiniert Sprache mit Gegenständen, oft Fundstücken, zu Objekten und stellt so neue Zusammenhänge her. 
Werke von Gerhard Knogler befinden sich in öffentlichen und privaten Sammlungen, z. B. der Artothek des Bundes, der Kunstsammlung des Landes Oberösterreich. 2013 wurden Arbeiten von ihm neben solchen von Armin Andraschko und Ewald Walser bei der Kunstmesse Linz in der Landesgalerie Linz präsentiert.
Gerhard Knogler schuf Plastiken für den öffentlichen Raum, unter anderem 1969 Ruhezone, ein abstraktes Kunstwerk für das katholische Studentenheim in Linz, und 1982 die Stahlplastik Zigarettenschachtel, gemeinsam mit Karl-Heinz Klopf für die Tabakfabrik Linz. 2006 gestaltete er die Portale der Pfarrkirche Kleinmünchen.

## Auszeichnungen
- Kunstwürdigungspreis der Stadt Linz, 2000
- Kulturpreis für bildende Kunst des Landes Oberösterreich, 2003

## Ausstellungen (Auswahl)
- Galerie im Stifterhaus Linz, Einzelausstellung, Linz 1993
- Avantgarden z. B. Bauer, Knogler, Lichtenauer, Martin Hochleitner Landesgalerie Linz am Oberösterreichischen Landesmuseum Linz, Linz 2004
- Brot, Galerie Maerz, Ausstellungsbeteiligung, 2004
- Preiswert, Palais Epstein, Wien, Ausstellungsbeteiligung, 2006[6]
- Tür an Tür. Atelierhaus der Wirtschaft Oberösterreichs, Nordico, Linz 2008
- formuliert. Konvergenzen von Schrift und Bild, Galerie MAERZ, Linz 2009
- Wer war 1968?, Lentos Kunstmuseum Linz, Ausstellungsbeteiligung, 2018[7][8]
- Metall und mehr. Helmuth Gsöllpointners Meisterklasse, Landesgalerie Linz, Ausstellungsbeteiligung, 2020[9]
- Wilde Kindheit, Lentos Kunstmuseum Linz, Ausstellungsbeteiligung, 2021
- Ein Satz, Schlossmuseum Linz, 2023[10]

## Publikationen
- Yukon Wolga Rhein. Gerhard Knogler 1993, Katalog zur Ausstellung im Stifterhaus, Linz 1993.
- Avantgarden z. B., Ausstellungskatalog (mit Josef Bauer, Gerhard Knogler, Fritz Lichtenauer), Herausgeber: Landesgalerie Linz, Verlag Bibliothek der Provinz, Weitra 2004, ISBN 978-3-902414-16-8.
- Gerhard Knogler – Arbeiten von 1970 bis 2004 (von nun an), Verlag Bibliothek der Provinz, Weitra 2005, ISBN 978-3-85252-624-9.